# Fulbert (chanoine)
Pour les articles homonymes, voir Fulbert.
Fulbert (fl. XIe – XIIe siècle) est un chanoine parisien.
Il est connu pour être l’oncle d'Héloïse d'Argenteuil et le coupable d'une cruelle vengeance sur Abélard.

## Biographie
Frère d'Hersende (Hersende de Champagne ?), la mère d'Héloïse, il exerce depuis au moins 1102, au sein de l'Hôpital des Pauvres, une charge de sous-diacre « extra muros » c'est-à-dire à l'extérieur du Cloître. C'est une charge probablement obtenue grâce à deux alliés de la famille, le feu suffragant Guillaume de Montfort, et la demi-sœur de celui-ci, la reine illégitime Bertrade, retirée depuis 1104 à Fontevrault.
Au début de l'année 1116, la liaison entre Héloïse et son professeur Pierre Abélard est découverte. Il renvoie alors Abélard, attisant la flamme des corps séparés. Le professeur est alors surpris une nuit en flagrant délit, pendant les ébats du couple, et la jeune fille est éloignée à son tour.
Abélard retourne seul à Paris, négocier le pardon de Fulbert, lequel obtient une promesse de mariage sans qu'Héloïse, restée au Pallet, n'ait été consultée.
Pour Fulbert, l'honneur familial est réparé par le mariage. Aussi trahit-il la convention passée avec son quasi-gendre en rendant ce mariage public, alors qu'Héloïse s'obstine à le nier, en public comme en privé. Si elle agit ainsi, c'est parce qu'elle se soucie de préserver le secret qui protège la carrière de son mari mais aussi parce qu'elle n'a pas renoncé à une vie de femme libre. Son projet reste clairement que l'amour seul demeure, par delà les obligations conjugales, une attache entre époux et que chacun d'eux conduise sa vie professionnelle comme il l'entend. L'oncle ne supporte pas ce qui est une insoumission à l'ordre familial et une subversion d'une institution sociale telle que le mariage.
Il bat sa nièce ingrate, à chaque marque d'obstination, méthode d'éducation tout à fait ordinaire à l'époque, du moins pour les garçons. Pour se soustraire aux coups, celle-ci, désormais émancipée de la tutelle de son oncle par son mariage, mais ne pouvant pas s'installer en ménage avec son mari, sans révéler le secret au public, retourne comme pensionnaire au couvent très mondain de Sainte Marie d'Argenteuil. Plus que jamais, les apparences cachent le plus scabreux. Abélard n'hésite pas à sauter le mur du couvent et les amants et époux n'ont de cesse de se rencontrer, jusqu'à forniquer dans un coin du réfectoire.
L'oncle se croit trahi, une seconde fois par un Abélard qui, jugeant paternité et travail d'écriture incompatibles dans un foyer qui ne disposerait pas de domesticité et d'espace suffisant, rechigne à devenir un « âne domestique ». Il voit le roué abandonner tout projet familial et se débarrasser d'une épouse en l'obligeant à entrer dans les ordres. En août 1117, il le fait châtrer, châtiment habituellement réservé au violeur, par des hommes de main, qui ont soudoyé le valet de la victime.
Dès le lendemain matin, la foule afflue autour des lieux du crime. Les bourgeois de Paris, estimant l'honneur de leur ville en cause, peut être moins par la blessure infligée à un écolâtre que par l'injure faite au second personnage de l'État qu'est le chancelier Étienne de Garlande en s'attaquant à un de ses proches, saisissent le suffragant Girbert, dont relève le chanoine. L'évêque juge que le préjudice n'est pas seulement physique, mais que ce qui est lésé, c'est la notoriété d'Abélard, privé de voir son public sans éprouver de honte. Aussi le tribunal épiscopal condamne-t-il, selon la loi du talion, le valet et un des exécutants à la castration, mais aussi à l'énucléation. Les autres complices n'ont pu être arrêtés. Fulbert est démis de son canonicat, ses biens sont confisqués. Le vieillard ayant nié, un doute subsiste sur le mobile et les intentions du commanditaire. Aussi Abélard renonce-t-il à faire appel, mais il reçoit sans doute un dédommagement matériel pris sur les biens saisis, dont l'usage revient ainsi à son épouse.